# Dietmar Köster
Dietmar Köster (ur. 6 stycznia 1957 w Schwerte) – niemiecki pracownik naukowy i polityk, deputowany do Parlamentu Europejskiego VIII i IX kadencji.

## Życiorys
Absolwent nauk społecznych na Ruhr-Universität Bochum. W 2001 uzyskał doktorat na Universität Dortmund. Jako pracownik naukowy specjalizował się w zagadnieniach związanych z geragogiką. Odpowiadał za ten dział w Niemieckim Towarzystwie Geriatrii i Gerontologii. Został również dyrektorem zarządzającym instytutu naukowego zajmującego się tą dziedziną w Witten.
Został członkiem związku zawodowego ver.di, a także Socjaldemokratycznej Partii Niemiec. Działał w samorządzie miasta Wetter i powiatu Ennepe-Ruhr. Wszedł w skład władz regionalnych SPD w kraju związkowym Nadrenia Północna-Westfalia.
W wyborach europejskich w 2014 z ramienia socjaldemokratów został wybrany do Europarlamentu VIII kadencji. W 2019 z powodzeniem ubiegał się o reelekcję.